# Mahamadou Danda
Mahamadou Danda est un homme politique nigérien, né en 1951. Il est par deux fois ministre, et occupe le poste de Premier ministre du Niger de février 2010 à avril 2011.

## Biographie

### Études
Originaire de la région de Tahoua, il s’est formé à Niamey. Il a ensuite voyagé, étudiant au Burkina et au Canada, puis obtenant un doctorat en sciences politiques à Bordeaux en France.

### Période du parti unique
Il est ministre des Ressources animales et de l’Hydraulique de 1987 à 1988 sous la présidence du général Ali Saïbou ; puis, il est ministre de l’Information dans le gouvernement provisoire du commandant Daouda Malam Wanké, au cours de l’année 1999. Il a été secrétaire administratif du Mouvement national pour la société du développement  (MNSD), alors parti unique.

### Années 2000 et postérieures
Mahamadou Danda dit n’appartenir depuis lors à aucune formation politique. Il est pendant dix ans conseiller à l’ambassade du Canada au Niger, située à Niamey. Il devient Premier ministre à partir du 23 février 2010, succédant à Ali Badjo Gamatié, en étant nommé par Salou Djibo, chef de la junte nigérienne appelée Conseil suprême pour la restauration de la démocratie (CSRD), arrivée au pouvoir le 18 février par renversement de Mamadou Tandja. Il le reste jusqu’à l’élection de Mahamadou Issoufou, qui nomme comme Premier ministre Brigi Rafini.

## Sources
1. ↑  « M. Mahamadou Danda, nommé Premier ministre du Niger », lesahel.org, 24 février 2010, consulté le 18 juin 2010.
2. ↑  « La junte nigérienne nomme Mahamadou Danda comme Premier ministre », lexpress.fr, 23 février 2010, consulté le 18 juin 2010.
3. ↑  « Mahamadou Danda, nommé Premier ministre de la transition, rfi.fr, 24 février 2010, consulté le 18 juin 2010.